# Hecato de Rodas
Hecato (en griego: Ἑκάτων) o Hecatón de Rodas (c. 100 a. C.) fue un filósofo estoico, discípulo de Panecio.
No se conocen otros detalles de su vida, pero resulta claro que era un filósofo eminente entre los estoicos de este período. Fue un escritor prolífico, aunque no ha llegado ningún escrito de la antigua Grecia hasta nuestros días. Diógenes Laercio menciona seis tratados escritos por Hecato:
- Περὶ ἀγαθῶν - Sobre los dones, compuesto de unos 19 libros por lo menos.
- Περὶ ἀρετῶν - Sobre las virtudes.
- Περὶ παθῶν - Sobre las pasiones.
- Περὶ τελῶν - Sobre los fines.
- Περὶ παραδόξων - Sobre las paradojas, compuesto por unos 13 libros por lo menos.
- Χρεῖαι - Máximas.

Cicerón indica que Hecato escribió una obra Sobre los deberes, (griego: De Officiis) dedicada a Quinto Tubero.
Hecato es mencionado frecuentemente por Séneca en su tratado De Beneficiis y en las Epístolas a Lucilio. 
Según Diógenes Laercio, Hecato dividió a las virtudes en dos tipos, aquellas basadas en principios intelectuales científicos (por ejemplo, sabiduría y justicia), y aquellas que no poseen dicha base (por ejemplo templanza, y la salud y vigor resultantes). Al igual que los estoicos, Cleantes y Crisipo, Hecato también sostenía que la virtud podía ser enseñada.
Cicerón comentó que Hecato estaba más interesado en las preguntas casuísticas, como por ejemplo, si era correcto que un hombre que había recibido una moneda, que sabía que estaba adulterada, estaba justificado que se la pasara a una tercera persona. En conclusión, Hecato se inclina por considerar el interés propio como el mejor criterio a aplicar. Criterio que justifica explicando que el interés propio está relacionado con los intereses de la sociedad; un hombre precisa dinero para mantener a su progenie, sus amigos y el estado cuya prosperidad depende de la riqueza de sus ciudadanos:

"Es la obligación de un hombre sabio cuidar de sus intereses privados, a la vez que no lleva a cabo ninguna acción en contra de las costumbres civiles, leyes, e instituciones. Pero ello depende de nuestro propósito al buscar la prosperidad; porque no deseamos ser ricos solo para nuestro beneficios sino para el de nuestros hijos, parientes, amigos, y sobre todo nuestra nación. Ya que las fortunas privadas de los individuos constituyen la riqueza del estado."